# Tapti (rivier)

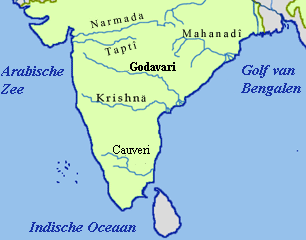
Tapti

De Tapti (oorspronkelijke naam Tapi) is een rivier in Centraal-India. Het is een van de belangrijke rivieren van het Indiase schiereiland met een lengte van ongeveer 724 km. Het is een van de drie rivieren – de andere zijn de Narmada en de Mahi, die van het oosten naar het westen lopen.

## Naam
De Tapti ontspringt in het district Betul in de buurt van Multai. De naam Multapi betekent in het Sanskriet de oorsprong van de Tapi.

## Stroomgebied
De rivier ontspringt in het oosten van het Satpuragebergte in het zuiden van de deelstaat Madhya Pradesh. De rivier stroomt westwaarts en ontwatert in Madhya Pradesh's de Nimar, in Maharashtra de Khandesh en oostelijke Vidarbha, de noordwestelijke hoek van het Hoogland van Dekan en het zuiden van Gujarat, voordat hij via de Golf van Khambhat in het district Surat in Gujarat uitmondt in de Arabische zee. Samen met de honderd kilometer noordelijker gelegen en precies parallel lopende Narmada vormt de Tapti de grens tussen Noord-India en Zuid-India. De West-Ghats, ook wel het Sahyadrigebergte genoemd, begint pal ten zuiden van de Tapti op de grens van Gujarat en Maharashtra.
Het afwateringsgebied van de Tapti heeft een oppervlakte van 65,145 km², waarvan 51,504 km² in Maharashtra, 9,804 km² in Madhya Pradesh en 3,837 km² in Gujarat.

## Plaatsen aan de rivier
Belangrijke steden langs de rivier zijn Multai, Betul en Burhanpur in Madhya Pradesh, Bhusawal in Maharashtra, en Surat in Gujarat.